# Mahmud Ebrahimzadeh
Mahmud Ebrahimzadeh (* 1951 in Buschehr, Iran) ist ein ehemaliger iranischer Fußballspieler.

## Karriere
Ebrahimzadeh spielte ab seinem 15. Lebensjahr in der ersten Mannschaft von Shahin Buschehr auf der Position eines Stürmers. 1975 wechselte er zu Abu Moslem Mashhad und erreichte mit dieser Mannschaft den dritten Platz in der Iranian Pro League. Im selben Jahr wurde Ebrahimzadeh zur iranischen Nationalmannschaft berufen. Zu dieser Zeit zählte Ebrahimzadeh zu den talentiertesten Stürmern des Landes.
Als 1980 der Erste Golfkrieg ausbrach, hörte Ebrahimzadeh auf, im Iran Fußball zu spielen. Zunächst ging er nach Dubai, später dann nach Deutschland, wo er eine Spielzeit für den Göttingen 05 absolvierte und  Torschützenkönig in der Regionalliga Nord wurde. Nach dem Jahr in Deutschland beendete Ebrahimzadeh seine Karriere und zog mit seiner Familie in die USA.
Im Jahr 2000 eröffnete Ebrahimzadeh zusammen mit Franco Baresi eine Fußballschule in Katar.
| Personendaten    | Personendaten             |
| ---------------- | ------------------------- |
| NAME             | Ebrahimzadeh, Mahmud      |
| KURZBESCHREIBUNG | iranischer Fußballspieler |
| GEBURTSDATUM     | 1951                      |
| GEBURTSORT       | Buschehr                  |